# Дімітріос Парцалідіс
Дімітріос Парцалідіс (грец. Δημήτρης Παρτσαλίδης; 1905—1980) — грецький політик-комуніст.

## Життєпис
Народився в Трабзоні. Вступив до лав Комуністичної партії та швидко увійшов до політичного життя країни. 1934 року, із поверненням тютюнників, був обраний мером міста Кавала, ставши першим комуністом, обраним на пост міського голови у Греції.
Під час Громадянської війни, 3 квітня 1949 року, очолив так званий Тимчасовий демократичний уряд, сформований з комуністів на територіях, що перебували під їхнім контролем. Залишався на посту до жовтня 1950 (у вигнанні — з 28 серпня 1949).
У жовтні 1971 Парцалідіса було заарештовано військовою хунтою. Помер в Афінах 22 червня 1980. 1978 року опублікував свої мемуари.